# Jarosław Szeja

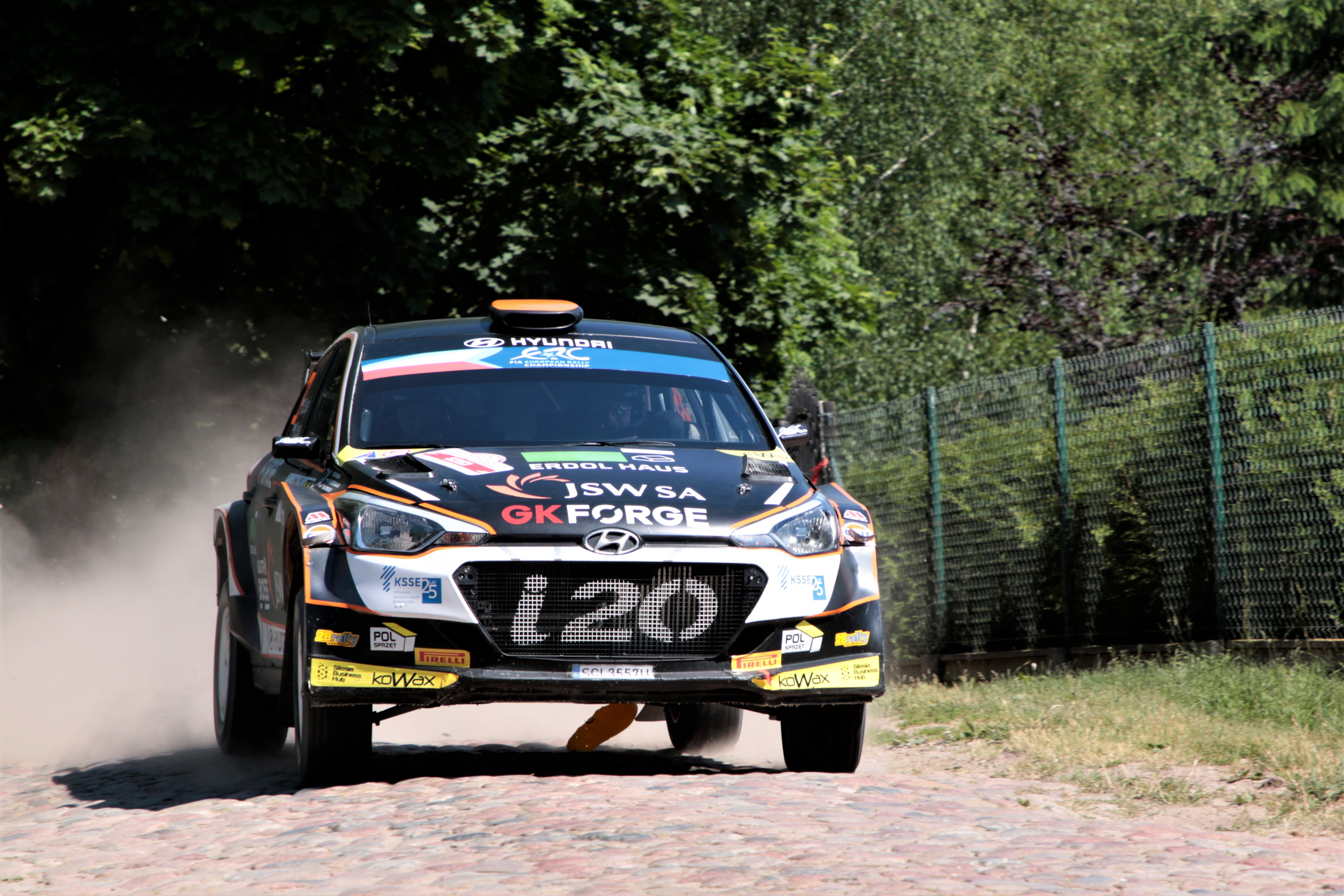
Jarosław Szeja podczas Rajdu Polski 2021

Jarosław Szeja (ur. 23 stycznia 1983 w Cieszynie) – polski kierowca rajdowy, rajdowy mistrz Polski w klasyfikacji generalnej z 2024 roku, zawodnik GK Forge LOTTO Rally Team.

## Kariera
Jarosław Szeja rozpoczął karierę kierowcy rajdowego w 2006 roku od startów Peugeotem 106. Następnie startował Peugeotem 206 RC oraz Hondą Civic Type-R EP3, za kierownicą której wywalczył mistrzostwo w Rajdowym Pucharze Polski w 2009 roku. Kierowca pochodzący z Ustronia powtórzył ten sukces w 2013 roku już za kierownicą Citroena C2 R2 Max. W kolejnym sezonie Szeja prowadził już Forda Fiestę R2 i wywalczył mistrzostwo Polski w klasie 6F.
Od 2015 roku Jarosław Szeja startował w mistrzostwach Czech za kierownicą Subaru Imprezy STI. W 2016 roku kierowca z Ustronia zdobył tym samochodem mistrzostwo Czech w klasie 3. W 2017 roku po raz pierwszy Jarosław Szeja wsiadł za kierownicę samochodu kategorii R5 – Forda Fiesty R5. Przez dwa sezony startował nim w mistrzostwach Czech. Po treningowym sezonie 2019, Szeja w 2020 roku wrócił na odcinki specjalne Rajdowych Samochodowych Mistrzostw Polski i wywalczył w Subaru Imprezie STI mistrzostwo Polski w klasie 4WD. W 2021 roku Szeja ponownie wsiadł do samochodu kategorii R5 – do Hyundaia i20 R5 w barwach zespołu Hyundai Poland Racing w mistrzostwach Polski. W 2022 roku Szeja kontynuował starty w mistrzostwach Polski w Hyundaiu i20 R5. Jego największym sukcesem było 3. miejsce podczas Kryterium Asów na ulicy Karowej podczas Rajdu Barbórka. Na sezon 2024 Szeja zmienił samochód na Skodę Fabię Rally2 evo. W trakcie sezonu wygrał Rajd Małopolski oraz Rajd Rzeszowski. W kończącym sezon Rajdzie Śląska zajął 3. miejsce, co dało mu tytuł mistrza Polski w klasyfikacji generalnej.
Od początku kariery Jarosław Szeja startuje wspólnie ze swoim bratem, Marcinem Szeją. Wyjątkiem był Rajd Śląska 2019, w którym kierowca wystartował z Mateuszem Martynkiem na fotelu pilota.

## Sukcesy
- 2024 - Mistrzostwo Polski w klasyfikacji generalnej[14]
- 2020 – Mistrzostwo Polski w klasie Open 4WD[2]
- 2016 – Mistrzostwo Czech w klasie 3[7]
- 2014 – Mistrzostwo Polski w klasie 6F[6]
- 2013 – Mistrzostwo w Rajdowych Pucharze Polski[5]
- 2012 – Mistrzostwo w Rajdowym Pucharze Polski w klasie 5 RPP[15]
- 2009 – Mistrzostwo w Rajdowym Pucharze Polski[4]

## Życie prywatne
20 października 2021 Jarosław Szeja zatrzymał na drodze pijanego kierowcę. Po przyjeździe policji okazało się, że 33-latek, który przewoził dwójkę małych dzieci, miał blisko trzy promile alkoholu w organizmie.
Od 2022 roku Jarosław Szeja jest twarzą akcji „Katowice Motorem Bezpieczeństwa Śląska”. Akcja została zainaugurowana przez prezydenta miasta Katowic Marcina Krupę i ma na celu poprawę bezpieczeństwa na drogach oraz utrwalenie odpowiednich wzorców i zachowań.